# Nicolas de Briroy
Nicolas de Briroy, né en 1526 à Fierville-les-Mines et mort le 22 mars 1620 à Coutances, est un prélat français du XVIe siècle et du début du XVIIe siècle. 

## Biographie
Nicolas de Briroy est nommé, en 1541, curé de Fierville à 15 ans, vicaire général substitut en 1574 et archidiacre du Bauptois en 1575, évêque de Coutances par le roi Henri III le 29 octobre 1588, mais sacré seulement le 7 décembre 1596, après délivrances des bulles papales.
Après le décès prématuré  de Lancelot Goyon de Matignon, son père Jacques de Matignon, maréchal de France, reçoit un brevet blanc du roi pour une nouvelle nomination d'évêque de Coutances. Contre le candidat de la Sainte Ligue John Lesley, Jacques de Matignon, nomme le grand vicaire Nicolas de Briroy et se retient une grosse pension sur les revenus de l'évêché. En attente de la confirmation par le pape, Nicolas gouverne le diocèse en qualité vicaire capitulaire, avec l'aide de Philippe Troussey, suffragant.
Henri IV lui donne les bénéfices confisqués sur plusieurs chanoines de la Sainte-Chapelle. En 1593 il pose la première pierre de la chapelle de La Roquelle, en 1617 la première pierre du couvent des capucins de Coutances et en 1619, il fait édifier le couvent des bénédictins du Mesnil-Garnier.